# Jan-Ole Sievers
Jan-Ole Sievers (nacido el 16 de febrero de 1995) es un futbolista alemán que juega como guardameta.

## Trayectoria

### Clubes
| Club                     | País     | Año         |
| ------------------------ | -------- | ----------- |
| 1. FC Kaiserslautern     | Alemania | 2017 - 2018 |
| FC Gifu                  | Japón    | 2019 - 2020 |
| 1. FC Kaiserslautern     | Alemania | 2020        |
| SV Elversberg            | Alemania | 2021        |
| 1. FC Lokomotive Leipzig | Alemania | 2021 - 2022 |